# Пхакша-па
Пхакша-Паа або Пхакша-Па — національна делікатесна страва Бутану. Основними інгредієнтами стави є свинина та перець чилі, інколи додають редис або шпинат.

## Спосіб приготування
Рагу зі смужок свинячої лопатки (без кісток) повільно тушать до готовності з мулі (редькою дайкон), імбиром, бок-хой та порошком перцю чилі. По завершенні смаження рагу, заправляється сушеними смужками свинини, а також свіжими зеленими смужками чилі. Подається з рисом. Також може подаватися з гречаними варениками з зеленою ріпою, сиром та грибами.